# Fílino
Fílino (en rus: Филино) és un poble (un possiólok) del krai de Primórie, a l'Extrem Orient de Rússia, que en el cens del 2010 tenia 489 habitants. Pertany al districte rural de Dalneretxenski.